# فرناندو أرييل ترويانسكي
فرناندو أرييل ترويانسكي (بالبولندية: Fernando Ariel Troyansky)‏ (بالإسبانية: Fernando Troyansky)‏ هو لاعب كرة قدم بولندي وأرجنتيني في مركز الدفاع، ولد في 14 نوفمبر 1977 في باهيا بلانكا في الأرجنتين. لعب مع أدميرا فاكر مودلينغ وأوستريا فيينا وأوليمبو ولوس أنديس.

## وصلات خارجية
- فرناندو أرييل ترويانسكي على موقع قاعدة بيانات كرة القدم.إي يو (الإنجليزية)
- فرناندو أرييل ترويانسكي على موقع بيانات كرة القدم. دي إي (الألمانية)
- فرناندو أرييل ترويانسكي على موقع عالم كرة القدم.نت (الإنجليزية)